# Siming

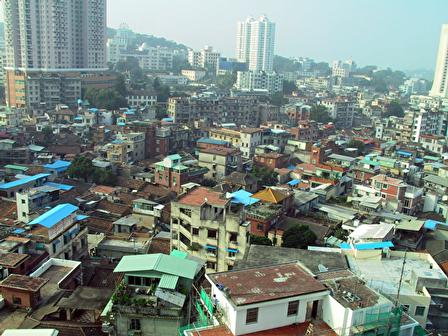
Xiamen, China

Siming (chinesisch 思明区, Pinyin Sīmíng Qū) ist ein Stadtbezirk der Unterprovinzstadt Xiamen im Südosten der chinesischen Provinz Fujian. Siming hat eine Fläche von 84,55 km² und zählt 1.073.315 Einwohner (Stand: 2020). Er liegt im Süden der Xiamen-Insel.